# گهواره گربه (فیلم)
«گهواره گربه» (انگلیسی: Cat's Cradle (film)) یک فیلم به کارگردانی استن برکج است که در سال ۱۹۵۹ منتشر شد.